# Pseudoclimaciella loanga
Pseudoclimaciella loanga là một loài côn trùng trong họ Mantispidae thuộc bộ Neuroptera. Loài này được Navás miêu tả năm 1909.